# Lichen planopilaris
Der Lichen planopilaris ist eine entzündliche Autoimmunerkrankung der Haut, die durch Zerstörung der Haarfollikel zu einer narbigen Alopezie (Haarausfall) führt. Die Auslöser der Autoimmunreaktion sind bislang nicht vollständig geklärt, diskutiert werden hormonelle Faktoren, Medikamente und Verletzungen der Kopfhaut. Betroffen sind vor allem Frauen nach den Wechseljahren.
Durch die Zerstörung der Haarfollikel entstehen an der Kopfhaut dauerhaft haarlose, glatte Flecken, in deren Randbereich als Zeichen der aktiven Entzündung eine kleinfleckige Rötung und Schuppung der Kopfhaut um die verbliebenen Haarfollikel zu sehen ist.
Die Diagnostik umfasst eine hautärztliche Untersuchung; zur Sicherung der Diagnose kann außerdem die Entnahme einer Gewebeprobe zur Untersuchung unter dem Mikroskop erforderlich sein. Hier zeigt sich das charakteristische Muster einer durch Lymphozyten (Untergruppe der weißen Blutkörperchen) vermittelten Entzündung mit Beteiligung der Haarfollikel und Vernarbung des Umgebungsgewebes.
Eine Behandlung sollte möglichst früh im Krankheitsverlauf einsetzen, um weiteren Haarverlust zu vermeiden. Zumeist kommen Corticosteroide, in der Langzeittherapie auch Hydroxychloroquin zum Einsatz.
Der Lichen planopilaris ist die Manifestationsform des Lichen ruber planus an der behaarten Haut. Die Autoimmunreaktion ist beim Lichen ruber planus gegen Zellen der Epidermis (Oberhaut), beim Lichen planopilaris gegen Zellen des Haarfollikels gerichtet. Außerhalb der behaarten Körperregionen (Kopfhaut, Achsel- und Genitalregion) wird Letzterer deshalb auch als Lichen ruber follicularis bezeichnet. Beide Varianten der Krankheit können zeitgleich oder zeitversetzt bei einem Patienten auftreten.
Der Lichen planpilaris ist abzugrenzen vom Lichen pilaris (Keratosis pilaris), bei dem es sich um eine häufig autosomal-dominant vererbte Verhornungsstörung der Haarfollikel vor allem an den Streckseiten von Armen und Beinen handelt.

## Verbreitung
Der Lichen planopilaris gilt als selten. Er betrifft in 70 % der Fälle Frauen und setzt durchschnittlich um das 51. Lebensjahr ein. Gelegentlich sind auch Kinder betroffen.

## Varianten

### Frontale Fibrosierende Alopezie (Kossard)
Ebenfalls meist bei Frauen und für gewöhnlich nach den Wechseljahren auftretende vernarbende Alopezie mit Lichen planopilaris-artigem Entzündungsmuster und diffusem Haarverlust entlang des Stirnhaaransatzes, im Gesicht und in weiteren Körperregionen.

### Graham-Little-Syndrom
Sehr seltene Variante des Lichen planopilaris, die zumeist Frauen mittleren Alters betrifft und mit einer vernarbenden Alopezie der Kopfhaut, nicht vernarbender Alopezie der Achsel- und Leistenregion und Verhornungsstörung der Haarfollikel in weiteren Körperregionen einhergeht.

### Fibrosierende Alopezie mit androgenetischem Muster
Bei Männern und Frauen meist in der Scheitelregion auftretende Alopezie, die Merkmale sowohl des Lichen planopilaris als auch einer androgenetischen Alopezie aufweist.

## Ursache und Krankheitsentstehung
Ursächlich ist eine gestörte Funktion des Immunsystems, die zu einer durch T-Lymphozyten vermittelten Autoimmunreaktion gegen Zellbestandteile der Keratinozyten (hornbildende Zellen) der Haarwurzelscheide führt. Es bestehen Assoziationen mit einer bestimmten HLA-Genausstattung und anderen Autoimmunerkrankungen (Autoimmunthyreoiditis, Psoriasis, Scleroderma en coup de sabre, Dermatitis herpetiformis, Erythema dyschronicum perstans) sowie mit hormonellen Faktoren, goldhaltigen Medikamenten und Kopfhauttraumata.

## Klinische Erscheinungen
Die Erkrankung geht einher mit einem fleckförmigen Verlust des Kopfhaares und Vernarbung der betroffenen Kopfhautareale. In etwa der Hälfte der Fälle bestehen gleichzeitig oder zeitversetzt Manifestationen eines klassischen Lichen ruber planus in anderen Körperregionen, wobei auch eine Beteiligung der Mund- oder Genitalschleimhaut und/oder der Nägel vorkommen kann. Ein isoliertes Auftreten des Lichen planopilaris an Rumpf, Gliedmaßen oder Vulva ohne Kopfhautbeteiligung ist selten.
Einzelne oder mehrere kahle Flecken treten bevorzugt in der Scheitelregion des Kopfes auf. Im Randbereich dieser Areale bestehen Zeichen der follikulären Entzündung mit Hyperkeratose (überschießender Verhornung) der Follikel, Aufweitung der Follikelöffnung und kleinfleckiger, follikelgebundener Rötung und Schuppung der Kopfhaut. Hin und wieder finden sich mehrere Haarschäfte in einem Haarfollikel. Die Hautveränderungen werden gelegentlich von Juckreiz, Brennen oder Schmerzen begleitet, zumeist besteht jedoch keine Begleitsymptomatik.

## Untersuchungsmethoden
Die Diagnostik umfasst eine hautärztliche Untersuchung, gegebenenfalls ergänzt um weitere Methoden: Im Haarzugtest können die Haare im Randbereich der betroffenen Kopfhautareale leicht ausgerissen werden, das Trichogramm zeigt in der aktiven Krankheitsphase vermehrt Haare im Anagenstadium. Zusätzlich kann eine Gewebeprobe der Kopfhaut zur lichtmikroskopischen Untersuchung entnommen werden, die anhand des charakteristischen Entzündungsmusters die Diagnosesicherung ermöglicht. Ergänzend und speziell zur Abgrenzung gegenüber dem an der behaarten Haut klinisch mitunter ähnlich verlaufenden Lupus erythematodes kann eine gesondert aufgearbeitete Probe mittels direkter Immunfluoreszenz untersucht werden.

## Pathologie
Histologisch (in der lichtmikroskopischen Untersuchung) zeigt sich eine Hyperkeratose der Haarfollikel mit Aufweitung der Follikelöffnung. Im Follikelepithel finden sich abgestorbene Keratinozyten vor allem in der basalen Zellschicht, während die Epidermis (Oberhaut) zwischen den Haarfollikeln am Entzündungsprozess nicht beteiligt ist. Im Umgebungsgewebe der Follikel bestehen herdförmige lymphozytäre Infiltrate auf Höhe des Isthmus (mittlerer Anteil des Haarbalges), die auf das Follikelepithel übergreifen. Außerdem besteht eine häufig als keilförmig beschriebene Fibrose (Bindegewebsvermehrung im Sinne einer Vernarbung) im Umgebungsgewebe des Follikels, die gelegentlich zu einer artifiziellen (künstlich durch die Probenaufarbeitung entstandenen) Spaltbildung zwischen Follikelepithel und angrenzender Dermis (Lederhaut) führen kann. Vor allem in späteren Stadien finden sich innerhalb der Fibroseareale nur noch Reste untergegangener Haarfollikel, eventuell mit einer riesenzelligen Fremdkörperreaktion. Auch die den Haarfollikeln angeschlossenen Talgdrüsen verschwinden mit Andauern der Entzündung, während der Haaraufrichtemuskel erhalten bleibt.
Die Fibroseareale lassen sich mit der Elastica-van-Gieson-Färbung hervorheben, indem sich hier ein umschriebener Verlust der elastischen Fasern zeigt. Eingeschlossene Reste der bindegewebigen Haarwurzelscheide zeigen in der Untersuchung mit polarisiertem Licht eine Brechung des Lichtstrahls.
In der direkten Immunfluoreszenz werden abgestorbene Keratinozyten mit IgM und IgA hervorgehoben, entlang der Basalmembran (Grenzschicht zwischen Follikelepithel und fibröser Wurzelscheide) zeigt sie sich auf Höhe des Infundibulums (Mündung des Haarbalgs in die oberflächliche Epidermis) gelegentlich eine Fluoreszenz auf Fibrinogen. Diese Veränderungen sind für den Lichen planopilaris allerdings nicht spezifisch.

## Behandlung
Behandlungsziel sind die Verhinderung der Narbenbildung und die Beseitigung eventueller Begleitsymptome. Zur Vermeidung unwiederbringlichen Haarverlustes sollte die Therapie möglichst früh im Krankheitsverlauf einsetzen. In der Erstlinientherapie werden äußerlich angewandte Corticosteroide empfohlen, lokale Steroidinjektionen in die befallenen Hautarale kommen ebenfalls zum Einsatz. Bei schnellem Fortschreiten der Erkrankung und starker Narbenbildung kann vorübergehend eine systemische Therapie mit Corticosteroiden erfolgen, die aufgrund damit verbundener Nebenwirkungen jedoch nicht für die Langzeitbehandlung empfohlen wird. Hier wurden gute Ergebnisse mit Hydroxychloroquin erzielt. Weitere Möglichkeiten der medikamentösen Therapie bestehen in der Gabe von Tacrolimus (äußerlich), Ciclosporin und Methotrexat. Alternativ zur Erstlinientherapie können Retinoide (systemisch), Tetracyclin oder Doxycyclin, Mykophenolat-Mofetil, Adalimumab, Pioglitazon, Minoxidil, Thalidomid, Rituximab und Laserverfahren versucht werden.